# My Little Pony: The Movie (trilha sonora)
My Little Pony: The Movie (trilha sonora) (na original "My Little Pony: The Movie (Original Motion Picture Soundtrack)") é o álbum de trilha sonora para o filme de 2017, My Little Pony: The Movie. O álbum da trilha sonora foi lançado em 22 de setembro de 2017 pela RCA Records.

## Composição

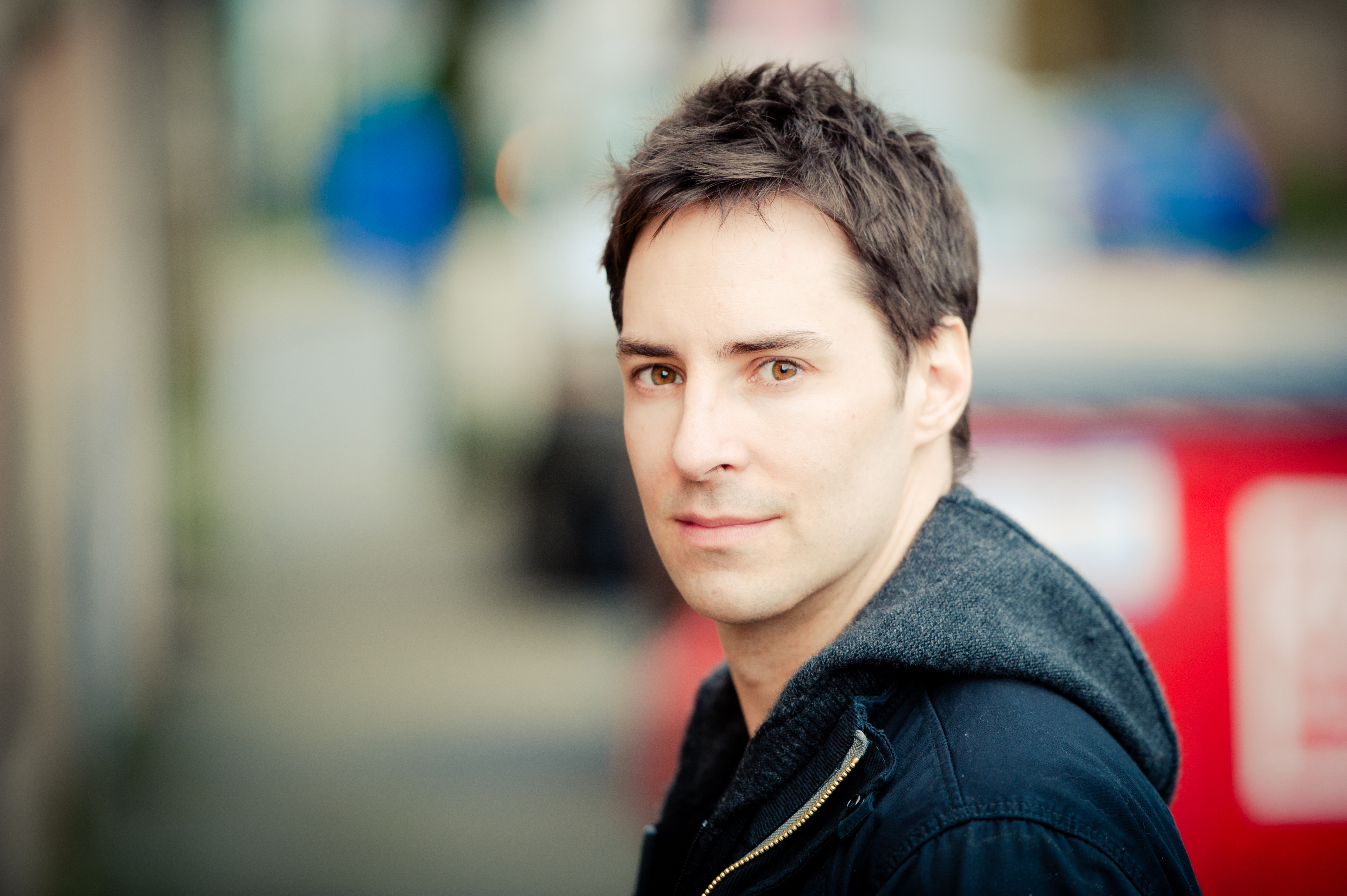
Daniel Ingram (fotografia).

A maioria das músicas do filme e suas pontuações foram compostas pelo compositor de My Little Pony: A Amizade É Mágica Daniel Ingram, que anunciou pela primeira vez na GalaCon 2015 que ele seria colaborando com uma orquestra de estúdio ao vivo para o filme. Na sua composição para o filme, Ingram disse: "Eu tive que me desafiar em empurrar além do que foi feito no programa de TV, para escrever maior, mais épico.
Na apresentação do investidor da Hasbro Toy Fair em 17 de fevereiro de 2017, a empresa anunciou que haveria sete músicas originais na trilha sonora. Cerca de 5.800 páginas da trilha sonora foram criadas para todas partes orquestrais da trilha. Relação ao potencial para o começo em 5 de junho de 2017 e terminou em 11 de junho.
Sia contribuiu com uma música original para trilha sonora do filme. Banda dinamarquesa Lukas Graham também  contribuiu na música original do filme intitulado "Off to See the World", usado no primeiro trailer do filme. Outros artistas incluindo a banda americana DNCE e cantora k-pop CL.

## Promoção
"Rainbow" de Sia, foi lançado como música em 15 de setembro de 2017.

## Lista de faixas
As músicas do filme não incluídas na trilha sonora são a capa modificada de Rachel Platten de "We Got the Beat" de The Go-Go's e a versão instrumental de "The Girl from Ipanema" de Stan Getz e João Gilberto.
| N.º            | Título                         | Compositor(es)                                                                                       | Artista(s) | Duração |  |
| 1.             | "We Got This Together"         | Daniel Ingram e Michael Vogel                                                                        | Rebecca Shoichet, Shannon Chan-Kent, Andrea Libman, Ashleigh Ball, Kazumi Evans, Cathy Weseluck, Tabitha St. Germain, Michelle Creber, Peter New e Phoenix Chamber Choir | 3:32    |  |
| 2.             | "I'm the Friend You Need"      | Daniel Ingram e Michael Vogel                                                                        | Taye Diggs, Shannon Chan-Kent, Andrea Libman, Ashleigh Ball, Kazumi Evans, Cathy Weseluck, Samuel Vincent e Vincent Tong                                                 | 2:15    |  |
| 3.             | "Time to Be Awesome"           | Daniel Ingram e Michael Vogel                                                                        | Zoe Saldana, Shannon Chan-Kent, Andrea Libman, Ashleigh Ball, Kazumi Evans, Cathy Weseluck, Max Martini, Mark Oliver e Nicole Oliver                                     | 2:54    |  |
| 4.             | "One Small Thing"              | Daniel Ingram e Michael Vogel                                                                        | Kristin Chenoweth, Shannon Chan-Kent, Andrea Libman, Ashleigh Ball, Kazumi Evans e Phoenix Chamber Choir                                                                 | 2:47    |  |
| 5.             | "Open Up Your Eyes"            | Daniel Ingram e Michael Vogel                                                                        | Emily Blunt | 3:23    |  |
| 6.             | "Rainbow"                      | Sia, Jesse Shatkin e James Notorleva                                                                 | Sia | 3:17    |  |
| 7.             | "Off to See the World"         | Christopher Brown, Lukas Forchhammer, Morten Jensen, Stefan Forrest, Morten Pilegaard e David Labrel | Lukas Graham | 3:04    |  |
| 8.             | "Thank You for Being a Friend" | Andrew Gold, Rachel Platten, Mark Nilan, Jr., Paul Blair e Lindy Robbins                             | Rachel Platten | 3:17    |  |
| 9.             | "Can You Feel It"              | Sam Hollander, Blair, Nilan, Nate Cyphert, Joe Jonas e Cole Whittle                                  | DNCE | 2:54    |  |
| 10.            | "I'll Chase the Sky"           | Blair, Nilan, Shane Stevens, Rob Persaud e Justin Forest                                             | Jessie James Decker | 2:52    |  |
| 11.            | "No Better Feelin'"            | Lee Chae-rin, Blair, Nilan, Dino Zisis, Nick Monson, Toby Lightman e Stevens                         | CL | 2:53    |  |
| 12.            | "I'll Be Around"               | Palmer Reed, Zisis, Blair, Nilan, Anthony Pavel, Jonathan Pratt, Matthew Richert e Fatima Dahmouh    | Palmer Reed | 3:49    |  |
| 13.            | "Neighsayer"                   | Lukas Nelson, Stevens, Ruby Amanfu, Nilan e Blair                                                    | Lukas Nelson | 3:17    |  |
| Duração total: | Duração total:                 | Duração total:                                                                                       | Duração total: | 40:14   |  |